# Koningué
Koningué è un comune rurale del Mali facente parte del circondario di Koutiala, nella regione di Sikasso.
Il comune è composto da 5 nuclei abitati:
- Banesso
- Dougan
- N'Guéguésso 1 (centro principale)
- N'Guéguésso 2
- Sougoumba